# We're Good
"We're Good" é uma canção da cantora britânica Dua Lipa, gravada para a reedição do seu segundo álbum de estúdio Future Nostalgia: The Moonlight Edition. Foi lançada pela Warner Records em 11 de fevereiro de 2021 como primeiro single da reedição.

## Antecedentes e lançamento
Após o lançamento de Future Nostalgia, Lipa confirmou que uma edição deluxe do álbum seria lançada mais tarde anunciando sua data de lançamento para 2021. Em novembro de 2020, ela revelou que seu primeiro single seria lançado no início de 2021, juntamente com seu videoclipe que foi filmado em dezembro de 2020. Ela começou a insinuar o lançamento de novas canções em 2021. Em 3 de fevereiro de 2021, Lipa anunciou que a canção, intitulada "We're Good", seria lançada em 11 de fevereiro de 2021.

## Composição
"We're Good" é uma canção pop tropical, que se afasta do estilo eletropop de Lipa e é menos inspirada em disco do que o álbum Future Nostalgia. Escrita por Lipa, Emily Warren, Scott Harris e Sylvester Willy Siversten na tonalidade de Fá sustenido maior, a faixa dura 2 minutos e 45 segundos.

## Videoclipe
O videoclipe de "We're Good", dirigido por Vania Heymann e Gal Muggia, estreou em 12 de fevereiro de 2021.

## Posições nas tabelas musicais
| Tabela musical (2021)                        | Melhor posição |
| -------------------------------------------- | -------------- |
| Alemanha (GfK Entertainment Charts)          | 52             |
| Argentina (Argentina Hot 100)                | 56             |
| Austrália (ARIA)                             | 24             |
| Áustria (Ö3 Austria)                         | 29             |
| Bélgica (Ultratop 50 de Flandres)            | 36             |
| Canadá (Billboard CHR/Top 40)                | 27             |
| Canadá (Billboard Hot AC)                    | 44             |
| Canadá (Canadian Hot 100)                    | 35             |
| Chéquia (Singles Digitál Top 100)            | 60             |
| Croácia (HRT)                                | 16             |
| Eslováquia (Singles Digitál Top 100)         | 21             |
| Espanha (PROMUSICAE)                         | 54             |
| Estados Unidos (Billboard Adult Pop Songs)   | 34             |
| Estados Unidos (Billboard Hot 100)           | 49             |
| Estados Unidos (Billboard Mainstream Top 40) | 17             |
| Europa (Billboard Euro Digital Songs)        | 16             |
| França (SNEP)                                | 95             |
| Global 200 (Billboard)                       | 21             |
| Hungria (Stream Top 40)                      | 23             |
| Irlanda (IRMA)                               | 17             |
| Itália (FIMI)                                | 80             |
| Lituânia (AGATA)                             | 14             |
| Noruega (VG-lista)                           | 22             |
| Nova Zelândia (RMNZ)                         | 26             |
| Países Baixos (Dutch Top 40)                 | 18             |
| Países Baixos (Mega Single Top 100)          | 27             |
| Polónia (Polish Airplay Top 100)             | 63             |
| Portugal (AFP)                               | 33             |
| Reino Unido (UK Singles Chart)               | 25             |
| Singapura (RIAS)                             | 23             |
| Suécia (Sverigetopplistan)                   | 31             |
| Suíça (Schweizer Hitparade)                  | 38             |

## Históricos de lançamentos
| Região         | Data                    | Formato(s)                 | Gravadora | Ref.   |
| -------------- | ----------------------- | -------------------------- | --------- | ------ |
| Várias         | 11 de fevereiro de 2021 | Download digital streaming | Warner    | [ 46 ] |
| Itália         | 12 de fevereiro de 2021 | Rádios mainstream          | Warner    | [ 47 ] |
| Reino Unido    | 12 de fevereiro de 2021 | Rádios mainstream          | Warner    | [ 48 ] |
| Estados Unidos | 16 de fevereiro de 2021 | Rádios mainstream          | Warner    | [ 49 ] |